# Сантиссимо-Реденторе-а-Валь-Мелаина (титулярная церковь)

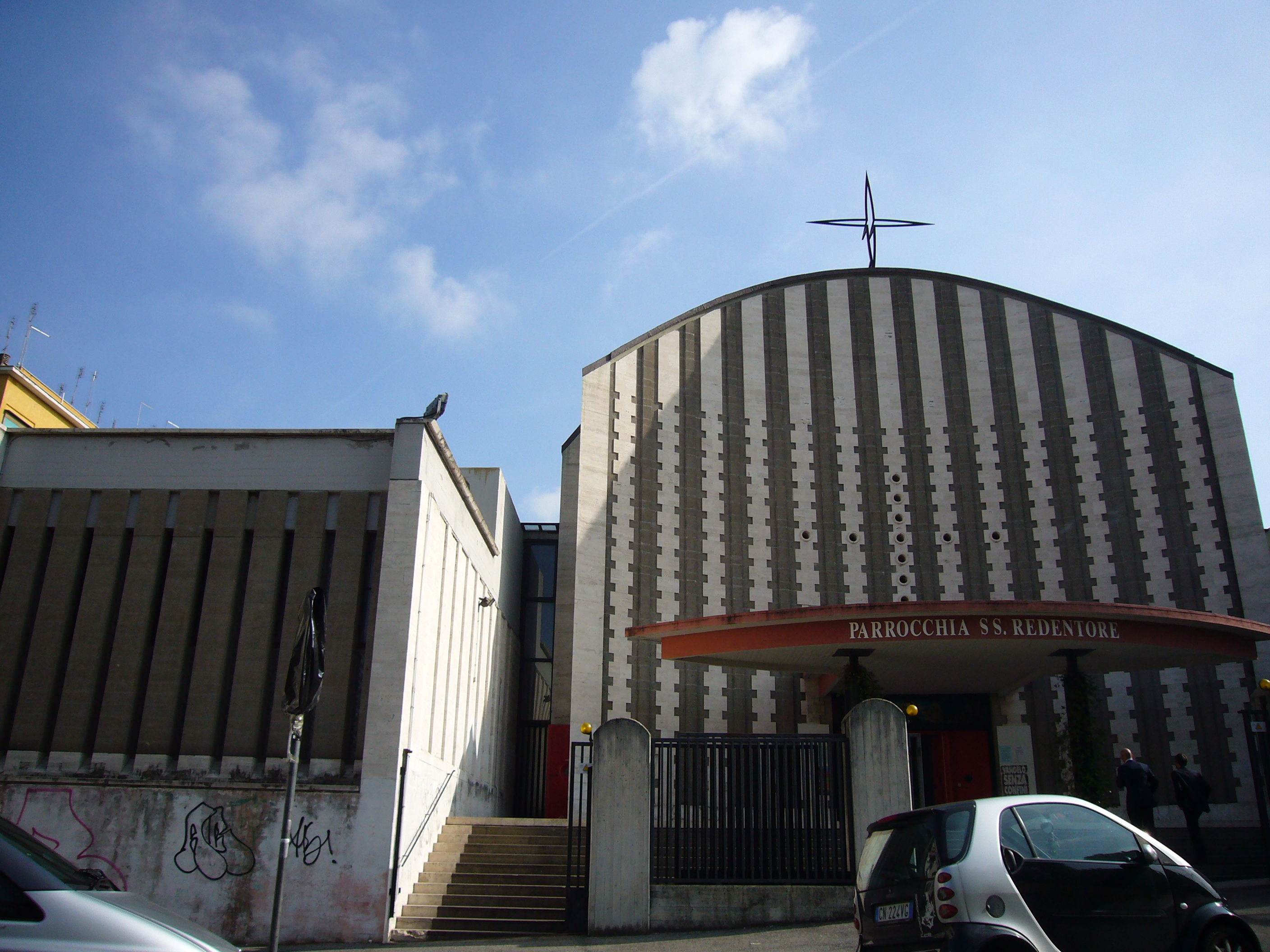
Церковь

Титулярная церковь Сантиссимо-Реденторе-а-Валь-Мелаина (лат. Titulus Sanctissimi Redemptoris in Val Melaina) — титулярная церковь была создана Папой Иоанном Павлом II в 1994 году. Титул принадлежит приходской церкви Сантиссимо-Реденторе-а-Валь-Мелаина, расположенной в квартале Рима Монте Сакро, на виа дель Гран Парадизо.

## Список кардиналов-священников титулярной церкви Сантиссимо-Реденторе-а-Валь-Мелаина
- Эрсилио Тонини — (26 ноября 1994 — 28 июля 2013);
- Рикардо Эссати Андрельо, S.D.B. — (22 февраля 2014 — по настоящее время).